# Un día sin sexo
Un día sin sexo es una película peruana de 2005, ópera prima del director Frank Pérez-Garland. Fue estrenada en Perú el 20 de octubre de ese mismo año.
La película ganó el premio India Catalina a Mejor Opera Prima en el 46° Festival de Cine de Cartagena en 2006 y el premio a Mejor Opera Prima en el Primer Festival de Cine Latinoamericano en Oaxaca en el año 2007.

## Sinopsis
La película relata el devenir de cuatro parejas de distintas generaciones: La pareja mayor, el matrimonio maduro conformado por Felipe (Gianfranco Brero) y Patricia (Yvonne Frayssinet) pasa por un mal momento ya que Felipe está descuidando a su esposa por un problema fisiológico que mantiene en secreto. Gonzalo (Paul Vega) y Daniela (Vanessa Saba) son un matrimonio joven sin hijos que atraviesan por una fuerte crisis matrimonial. Pancho (Giovanni Ciccia), hijo de Felipe y Patricia y amigo de Gonzalo, de poca o nula suerte con las chicas, conoce a Lisa (Melania Urbina), prima de Daniela, quien está pasando por una crisis existencial tras su reciente fracaso en su relación con Gabriel (Fabrizio Aguilar). Finalmente la pareja adolescente de enamorados Nicolás (Bruno Ascenzo) y Alexa (Carolina Cano), hermana de Pancho, intentan intimar en su relación.
Las cuatro historias son desarrolladas en paralelo en 24 horas y ninguna llega al acto sexual, de ahí el título de la película.

## Reparto
| Actor             | Personaje |
| ----------------- | --------- |
| Vanessa Saba      | Daniela   |
| Paul Vega         | Gonzalo   |
| Melania Urbina    | Lisa      |
| Giovanni Ciccia   | Pancho    |
| Carolina Cano     | Alexa     |
| Bruno Ascenzo     | Nicolás   |
| Yvonne Frayssinet | Patricia  |
| Gianfranco Brero  | Felipe    |
| Fabrizio Aguilar  | Gabriel   |

## Banda sonora
La musicalización recayó sobre Manolo Barrios y Wicho García, guitarrista y vocalista respectivamente de Mar de Copas, banda que interpreta el tema principal homónimo. Además se editó el soundtrack en CD a través del sello Morrison con 15 pistas y 3 audios tomados de los diálogos de los actores.
| N.º     | Título                                               | Música                                                                     | Escritor(es)                                | Intérprete(s)           | Duración |  |
| 1.      | «Yo tuve la culpa» (corto)                           |                                                                            |                                             | Giovanni Ciccia         | 0:11     |  |
| 2.      | «Viejo amor, nuevo amor»                             | Manolo Barrios                                                             | Manolo Barrios                              | Mar de Copas            | 2:56     |  |
| 3.      | «Moogriento»                                         | François Peglau                                                            | François Peglau                             | Los Fuckin’ Sombreros   | 4:41     |  |
| 4.      | «Cómo saber que está bien»                           | Paul Vega, Giovanni Ciccia, Sergio Galliani, Giovanni Derteano             | Paul Vega, Giovanni Ciccia, Sergio Galliani | Chabelos                | 3:02     |  |
| 5.      | «Ten cuidado»                                        | Eduardo Chaparro                                                           | Eduardo Chaparro                            | Hnos. Brothers          | 4:26     |  |
| 6.      | «Lisa en el espejo»                                  | Manolo Barrios                                                             | Manolo Barrios                              | Mar de Copas            | 2:20     |  |
| 7.      | «La misteriosa»                                      | Jan Marc Rottenbacher                                                      | Jan Marc Rottenbacher                       | El Ghetto               | 4:25     |  |
| 8.      | «Distancia»                                          | Santiago Pillado-Matheu, Rodrigo Ráez, José Luis Salomón, Fernando Salomón | Santiago Pillado-Matheu                     | El Hombre Misterioso    | 5:50     |  |
| 9.      | «Desilución» (corto)                                 |                                                                            |                                             | Melania Urbina          | 0:04     |  |
| 10.     | «Llévame»                                            | Manolo Barrios                                                             | Manolo Barrios                              | Mar de Copas            | 6:12     |  |
| 11.     | «Soledad»                                            | Iván Fajardo                                                               | Iván Fajardo                                | Índigo                  | 3:45     |  |
| 12.     | «Barco viejo» (con intro de «Taxman» de The Beatles) | Pedro Solano                                                               | Pedro Solano                                | Cementerio Club         | 3:35     |  |
| 13.     | «Falso amor»                                         | Manolo Barrios                                                             | Manolo Barrios                              | Mar de Copas            | 3:19     |  |
| 14.     | «Volverte a ver»                                     | Omar Silva                                                                 | Vanessa Saba                                | Vanessa Saba            | 4:01     |  |
| 15.     | «En mí»                                              | Carlos Sayán                                                               | Carlos Sayán                                | Pua                     | 5:08     |  |
| 16.     | «Silencio»                                           | Ricardo Brenneisen, José Inoñán                                            | Ricardo Brenneisen                          | Dolores Delirio         | 3:32     |  |
| 17.     | «Reclamo» (corto)                                    |                                                                            |                                             | Vanessa Saba, Paul Vega | 0:04     |  |
| 18.     | «Un día sin sexo»                                    | Manolo Barrios                                                             | Manolo Barrios                              | Mar de Copas            | 6:28     |  |
| 1:03:59 |                                                      |                                                                            |                                             |                         |          |  |

## Recepción
En 2005 se convocó un preestreno en 24 salas de Lima con una acogida de más de 40 mil personas, siendo la mayor cifra obtenida en el fin de semana.

## Premios y nominaciones
- 2006: Premio India Catalina a Mejor Opera Prima en el 46° Festival de Cine de Cartagena FICCI, Cartagena de Indias, Colombia.[5]
- 2006: Nominado a Mejor Película en el 46° Festival de Cine de Cartagena FICCI, Cartagena de Indias, Colombia.[11]
- 2006: Nominado al Audience Choice Award en el 22° Festival de Cine Latino de Chicago, Chicago, Estados Unidos.[11][12]
- 2007: Mejor Opera Prima en el Primer Festival de Cine Latinoamericano en Oaxaca, Oaxaca, México.[6][7]